# Anand Satyanand

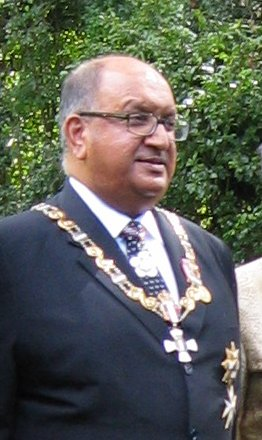
Anand Satyanand (2007)

Sir Anand Satyanand, GNZM, QSO, KStJ (* 22. Juli 1944 in Auckland, Neuseeland) ist ein neuseeländischer Politiker und Jurist. Er war von August 2006 bis August 2011 Generalgouverneur von Neuseeland. Zuvor war er hoher Richter und Ombudsmann.
Satyanand war der erste Generalgouverneur asiatischer Abstammung und der erste Katholik in diesem Amt. Er kommt aus einer Fidschi-indischen Familie, wuchs in Auckland (Nordinsel) auf und studierte an der University of Auckland, an der er 1970 den Grad eines Bachelor of Laws erhielt.
Anschließend arbeitete er zwölf Jahre als Rechtsanwalt, eine Zeit lang auch im Crown Solicitors Office. 1982 folgte seine Ernennung zum Richter einer Verwaltungseinheit. 1995 wurde er zum Ombudsmann berufen und fungierte als solcher über zwei Fünf-Jahres-Perioden. Am 23. August 2006 trat er das Amt des Generalgouverneurs als Nachfolger von Dame Silvia Cartwright an. Seine Amtszeit endete am 30. August 2011.
Anand Satyanand ist verheiratet und hat drei Kinder.
Seit 2006 ist er als Principal Companion nach der Queen ranghöchstes Mitglied des neuseeländischen Verdienstordens Queen’s Service Order.